# Albon (famiglia)

Stemma della famiglia

Gli Albon sono una famiglia nobile francese.

## Storia
Originari della contea di Vienne (comitatus Viennensis), gli Albon sono menzionati in epoca carolingia con il loro capostipite Rostaing I di Vion, vissuto nel IX secolo. La famiglia ebbe il titolo di conti d'Albon e di delfini del Viennois. Vantano fra i loro esponenti Ghigo I d'Albon e Ghigo II d'Albon, dai quali proviene una lunga discendenza. Ghigo IV d'Albon usò nel cognome il predicato nobiliare "delfino", cognomizzandolo così primo fra tutti.

## Albero genealogico
|          |          |                                             |                                             |                                                               |                                                               |                |                |               |               |
|          |          |                                             |                                             |                                                               | -                                                             |                |                |               |               |
|          |          |                                             |                                             |                                                               |                                                               |                |                |               |               |
|          |          |                                             |                                             |                                                               |                                                               |                |                |               |               |
|          |          |                                             |                                             |                                                               | Ghigo d'Albon ⚭ Gotelana di Clérieux                          |                |                |               |               |
|          |          |                                             |                                             |                                                               |                                                               |                |                |               |               |
|          |          |                                             |                                             |                                                               |                                                               |                |                |               |               |
|          |          |                                             |                                             |                                                               | Ghigo I 1000-1070 ⚭ Adelaide di Torino                        |                |                |               |               |
|          |          |                                             |                                             |                                                               |                                                               |                |                |               |               |
|          |          |                                             |                                             |                                                               |                                                               |                |                |               |               |
|          |          |                                             |                                             | Ghigo II 1025-1079 ⚭ Petronilla di Royan ⚭ Ines di Barcellona | Ghigo II 1025-1079 ⚭ Petronilla di Royan ⚭ Ines di Barcellona | Umberto        | Umberto        |               |               |
|          |          |                                             |                                             |                                                               |                                                               |                |                |               |               |
|          |          |                                             |                                             |                                                               |                                                               |                |                |               |               |
|          |          | Ghigo-Raimondo                              | Ghigo-Raimondo                              | Ghigo III 1055-1133 ⚭ Matilde di Hauteville                   | Ghigo III 1055-1133 ⚭ Matilde di Hauteville                   | Adelaide       | Adelaide       |               |               |
|          |          |                                             |                                             |                                                               |                                                               |                |                |               |               |
|          |          |                                             |                                             |                                                               |                                                               |                |                |               |               |
| Gersenda | Gersenda | Mahaut 1112-1145                            | Mahaut 1112-1145                            | Ghigo IV -1142 ⚭ Margherita di Borgogna                       | Ghigo IV -1142 ⚭ Margherita di Borgogna                       | Beatrice 1100  | Beatrice 1100  | Umberto -1147 | Umberto -1147 |
|          |          |                                             |                                             |                                                               |                                                               |                |                |               |               |
|          |          |                                             |                                             |                                                               |                                                               |                |                |               |               |
|          |          | Ghigo V 1125-1162 ⚭ Beatrice del Monferrato | Ghigo V 1125-1162 ⚭ Beatrice del Monferrato | Beatrice -1187                                                | Beatrice -1187                                                | Marchesa -1196 | Marchesa -1196 |               |               |
|          |          |                                             |                                             |                                                               |                                                               |                |                |               |               |
|          |          |                                             |                                             |                                                               |                                                               |                |                |               |               |
|          |          | Beatrice 1161-1228 ⚭ Ugo III di Borgogna    |                                             |                                                               |                                                               |                |                |               |               |